# Козенский сельсовет
Козенский сельсовет — административная единица на территории Мозырского района Гомельской области Республики Беларусь. Административный центр — агрогородок Козенки.

## Состав
Козенский сельсовет включает 10 населённых пунктов:
- Бобренята — деревня
- Булавки — деревня
- Дрозды — деревня
- Козенки — агрогородок
- Лучежевичи — деревня
- Нагорные — деревня
- Наровчизна — деревня
- Новики — деревня
- Преньки — деревня
- Раевские — деревня